# معهد موسكو الحكومي للعلاقات الدولية

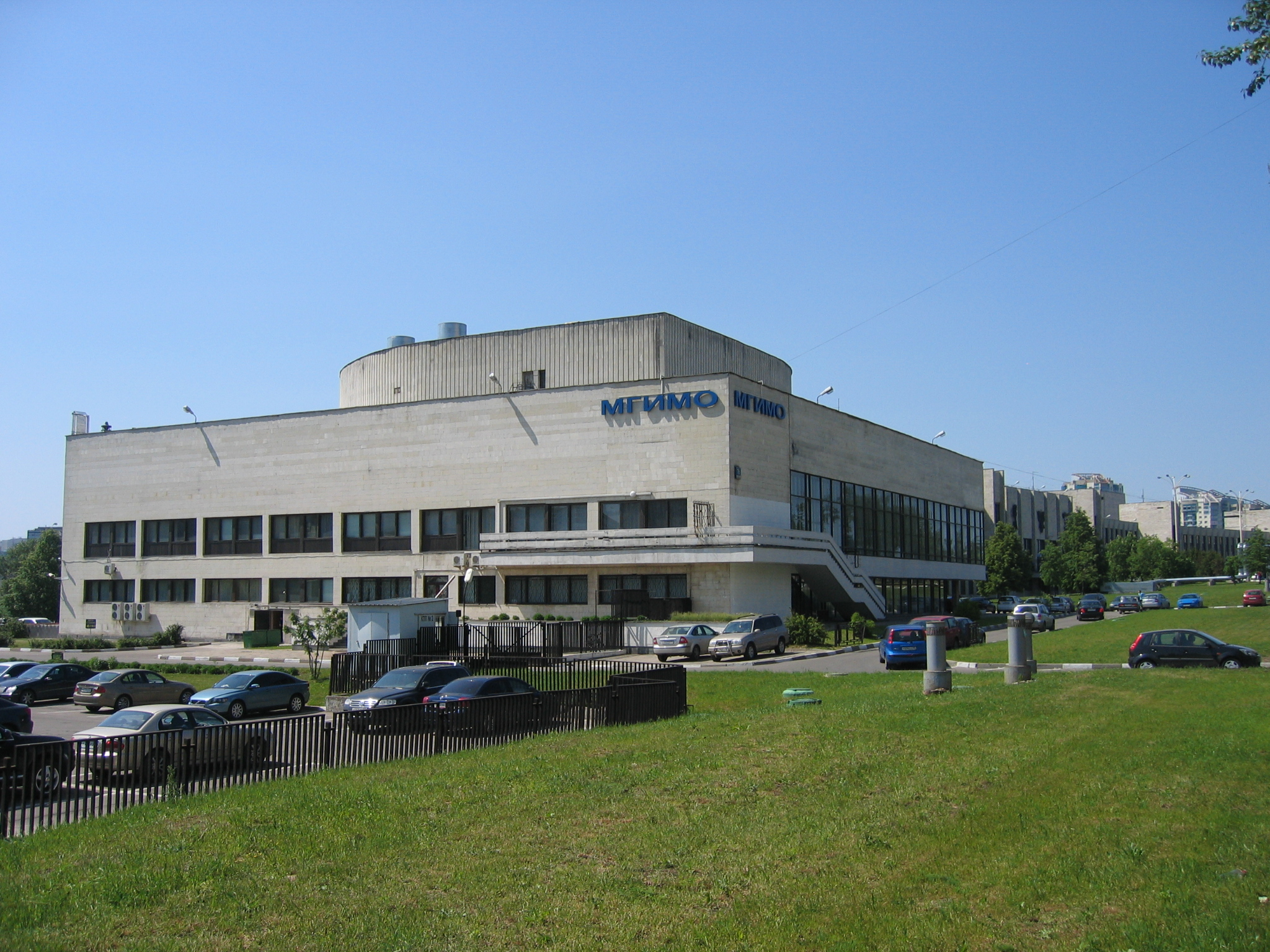
معهد موسكو الحكومي للعلاقات الدولية

معهد موسكو الحكومي للعلاقات الدولية (بالروسية: Московский государственный институт международных отношений)، هو معهد عالي يقع في موسكو، روسيا، ويدار تحت إشراف وزارة الخارجية الروسية.
يقدم المعهد برامج تعليمية في 18 مجالًا منها العلاقات الدولية والدراسات الإقليمية، السياسة، الحوكمة، الدبلوماسية، الاقتصاد العالمي، القانون، الصحافة، التجارة الخارجية والإدارة، شؤون الطاقة، اللغويات، ودراسات البيئة. كما يوفر برامج ماجستير في إدارة الأعمال وماجستير تنفيذي، بالإضافة إلى دورات تحضيرية للقبول الجامعي.
ووفقًا لكتاب غينيس للأرقام القياسية، فقد قام المعهد في عام 2019 بتدريس 54 لغة بدوام كامل خلال كل فصل دراسي، وهو أكبر عدد في أي مؤسسة تعليمية على مستوى العالم. يولي المعهد اهتمامًا خاصًا للتعلم عن بُعد والتقنيات الرقمية، ومنذ عام 2016 بدأ في تسجيل ونشر دوراته التعليمية عبر منصة كورسيرا، حيث تضمنت المنصة حتى عام 2020 عشرين دورة مقدمة من أساتذة المعهد. كما دمج المعهد نظام إدارة التعلم الإلكتروني في العملية التعليمية.
يمتلك المعهد ثلاثة حُرُم جامعية تقع في موسكو، ومنطقة موسكو في أودينتسوفو، وطشقند في أوزبكستان، بالإضافة إلى مركز تعليمي للدراسات القانونية في جنيف بسويسرا.

## وصلات خارجية
- موقع المعهد الرسمي
- صورة للمعهد مأخوذة من قمر اصطناعي